# إيغون تسيمرمان
إيغون تسيمرمان (بالألمانية: Egon Zimmermann)  (و. 1939  م) هو متزلج جبال نمساوي، شارك في الألعاب الأولمبية الشتوية 1968، والألعاب الأولمبية الشتوية 1964، والتزلج على المنحدرات الثلجية في الألعاب الأولمبية الشتوية 1964 – رجال انحدار ‏.

## جوائز
حصل على جوائز منها:
- جائزة المتزلج الذهبي  [لغات أخرى]‏ (1963)
- النجمة العظمى لوسام الشرف للخدمات المقدمة لجمهورية النمسا.

## روابط خارجية
- إيغون تسيمرمان على موقع الاتحاد الدولي للتزلج (التزلج على المنحدرات الثلجية) (الإنجليزية)
- إيغون تسيمرمان على موقع اللجنة الأولمبية الدولية (الإنجليزية)
- إيغون تسيمرمان على موقع أوليمبيديا (الإنجليزية)